# Округ Дејвисон (Јужна Дакота)
Округ Дејвисон (енгл. Davison County) је округ у америчкој савезној држави Јужна Дакота.

## Демографија
По попису из 2010. године број становника је 19.504, што је 763 (4,1%) становника више него 2000. године.
| Група             | 2000.          | 2010.          |
| Белци             | 17.988 (96,0%) | 18.296 (93,8%) |
| Афроамериканци    | 51 (0,3%)      | 82 (0,4%)      |
| Азијати           | 80 (0,4%)      | 93 (0,5%)      |
| Хиспаноамериканци | 130 (0,7%)     | 294 (1,5%)     |
| Укупно            | 18.741         | 19.504         |